# Stressed Out
Stressed Out är en låt av amerikanska gruppen Twenty One Pilots. Den släpptes som singel den 28 april 2015 i Sverige och återfinns på gruppens fjärde album Blurryface. Låten blev en stor hit över hela världen och hamnade på många topplistor, bland annat på Billboard Hot 100 där den hamnade på andra plats efter Justin Biebers låt Love Yourself. På Sverigetopplistan hamnade låten som bäst på nionde plats, och i slutet av 2015 hamnade den på tjugoförsta plats.